# فاطمة كراشي
فاطمة عبد الحميد كراشي (مواليد 1987 أو 1988) سباحة بحرينية من أصل إيراني.
اتقنت كراشي مهارات السباحة مبكراً وشاركت في عدة بطولات خلال دراستها بمدرسة النور الدولية التي تخرجت منها عام 2003 وقد أكملت دراستها الجامعية في جامعة أما الدولية وحصلت على شهاد البكالوريوس تخصص علوم إدارة أعمال.
مثلت بلادها في دورة الألعاب الأولمبية الصيفية 2000 في سيدني وتنافست في سباق سباحة حرة 50 متر. في سن الثانية عشر كانت أصغر متنافسة من أي حدث وأي جنسية في ألعاب سيدني. أنهت السباق في زمن قدره 51.15 ثانية متقدمة على الغينية الاستوائية بولا باريلا بولوبا ولكن استبعدت بسبب بدايتها الخاطئة للسباق.
أشادت صحيفة ذي تايمز بروحها الأولمبية وبالشجاعة في انهاء السباق لصالحها. وأشادت صحيفة الغارديان كذلك بمشاركتها باعتبارها مطابقة للروح الحقيقية للأولمبياد. ووصفت صحيفة دايلي تيليغراف بأنها رائدة للنساء المسلمات العربيات في رياضة تحتاج للتعري مما يخلق مشاكل دينية وثقافية. وكانت مشاركتها جزء من الجهود التي تبذلها الحكومة البحرينية المعلنة لتعزيز المساواة في الرياضة. وكانت في الواقع مع العداءة مريم الحلي من أوائل المتنافسات الإناث اللاتي مثلن البحرين في دورة الألعاب الأولمبية على الرغم من أن توجد امرأتين قد تنافستا سابقا باسم البحرين في سباقات المضمار والميدان في دورة الألعاب البارالمبية في عام 1984.

## روابط خارجية
- فاطمة كراشي على موقع الاتحاد الدولي للسباحة (الإنجليزية)
- فاطمة كراشي على موقع أوليمبيديا (الإنجليزية)